# Adventizmus
Az adventizmus a protestáns kereszténység egy ága, azon belül Krisztus közeli eljövetelét váró vallási irányzat. 
Krisztus visszatértét, azaz második eljövetelét a keresztények a kezdetektől várják, változó intenzitással és különböző teológiai-kozmológiai „töltettel”. Az újkori advent mozgalom gyökerei a 19. század első felére, az Észak-Amerikában kibontakozó millerita mozgalomig nyúlnak vissza, amikor William Miller prédikátor azt a meggyőződését hirdette, hogy a második eljövetel valamikor 1843 és 1844 között fog bekövetkezni. A követői milleriták néven váltak ismertté. Miután Miller próféciái kudarcot vallottak, a mozgalom szétesett és számos csoportra bomlott, amelyek egymástól eltérő nézeteket vallottak. 

## Történet

### Létrejöttének főbb körülményei
Az adventizmus felekezetközi mozgalomként indult. Leghangosabb képviselője William Miller volt. Miller 1831-ben elkezdte hirdetni Krisztus közeli visszajövetelét a dánieli 2300 éves próféciára alapozva. Tizenöt érvből álló tanrendszerrel támasztotta alá, hogy Krisztus 1843-ban jön el, a világ végével együtt. Az advent vagy „millerita” mozgalomhoz hívek százezrei csatlakoztak szerte az Amerikai Egyesült Államokban. 1843-ban Miller jövendölése nem teljesült. Az első csalódást követően Samuel S. Snow 1844. október 22-re tűzött ki új dátumot. Miller csak vonakodva csatlakozott ennek hirdetéséhez, majd 1844-ben, a második vagy nagy csalódást követően visszavonult. Az advent mozgalom ezt követően nem szűnt meg teljesen, de több csoportosulásra szakadt aszerint, miképpen magyarázták racionálisan és teológiailag Krisztus eljövetelének elmaradását, a nagy csalódást.
A nagy csalódás után a magyarázatokat keresték.
Racionális magyarázatok:
- Jézus eljövetele nem volt látható a tagok számára.
- Pontatlan volt a dátum, ezért új helyes dátum szükséges (Samuel S. Snow, később mások, beleértve Jehova Tanúi).
- Nem az történt, amire számítottak (például Ellen G. White és a hetednapi adventisták).
- A keresztény hittel alapvetően baj van, radikális szembefordulás (például deistákhoz, vallástalanokhoz csatlakozók).

Teológiai magyarázatok:
- Krisztus eljövetelének dátumát nem lett volna szabad megállapítani (v.ö. Márk 13,32–33, ami Miller szerint nem vonatkozik az utolsó napokra; visszatérők az eredeti felekezetekhez).
- Hiram Edson 1844-ben arra a következtetésre jutott, hogy az időpont nem Jézus visszajövetelére vonatkozott, hanem Jézusnak a mennyei szentély belső részébe való belépésére.
- O.R.L. Crosier utóbbi felismerést pontosította, miszerint Jézus azon a napon nem a földre jött vissza, hanem a mennyei szentély „szentek szentélyébe” lépett be, hogy elkezdje az ott végzendő főpapi szolgálatát (a világmindenség „vizsgálati ítéletét”), mely második eljövetelét megelőzi. Ennek nyomán Isten igazságossága az egész univerzum előtt válik nyilvánvalóvá, és a „mennyei feljegyzések” alapján eldől, kik azok, akik hitük és bűneikből való megtérésük alapján a megváltottakhoz tartoznak.
- Az 1844-es év végétől Ellen G. White asszonynak (1827–1915) látomásai voltak. White 1846. február 15-i látomása megerősítette Crosier és Edson szentélytanát. (1846 őszén Joseph Bates szombatról való tanítását erősítették meg Ellen G. White újabb látomásai.

Miller nem csatlakozott egyik későbbi mozgalomhoz sem és 1849-ben meghalt.
Az Advent Christian Church (Adventi Keresztény Egyház) hivatalosan 1861-ben alakult meg, és kezdetben gyorsan növekedett. A 20. század folyamán kissé hanyatlott.
A mozgalomból létrejött legnagyobb csoport, a Hetednapi Adventista Egyház hivatalosan 1863-ban alakult meg. 

## Az advent mozgalomból létrejött szervezetek
Az advent mozgalom nem egységes. A közvetlenül a millerita mozgalomból alakult csoportok közül a Hetednapi Adventista Egyház lett a meghatározó felekezet, tagsága ma sokszorosa az összes többi adventista közösség lélekszámának és ezért az adventista szót legtöbbször rájuk értik.

### Szombattartók

#### Hetednapi Adventista Egyház
A főleg a millerita mozgalom híveiből szerveződő hetednapi adventisták kongresszusa (Generál Konferencia) 1863-ban a Michigan állambeli Battle Creek-ben bejelentette a Hetednapi Adventista Egyház megalakulását.
Az egyház (Seventh-day Adventist Church) felnőtt megkeresztelt tagsága világszerte kb. 22 millió fő (2022-ben). Magyarországon a Hetednapi Adventista Egyház tagsága bő 5000 fő.

#### Isten Egyháza (Hetednapi)
Alapító tagjai 1858-ban váltak el a hetednapi adventistákat megszervező csoporttól.
A közösség ma körülbelül 200–300 ezer tagú világszéles egyház. A 2020-as évek elején Magyarországon egy kisebb szegedi gyülekezetben  és több apró házicsoportban vannak híveik. Magyar nyelvű honlapjuk: 

#### United Seventh-Day Brethren
Az Egyesült Hetednapi Testvérek (United Seventh-Day Brethren) egy kis szombatot ünneplő szervezet. 1947-ben több személy és két gyülekezet az Isten Egyháza Hetednapi mozgalmán belül összeállt és létrehozták ezt az új szervezetet.

### Vasárnaptartók

#### Advent Christian Church
1860-61-ben alapították. Ez az advent keresztények „első napi” szervezete, amely vasárnapot ünnepel és William Miller tanításain alapul.
Körülbelül 100 ezer tagú egyház mintegy 35 országban van jelen.

#### Church of the Blessed Hope
A Boldogságos Remény Egyháza (Church of the Blessed Hope - CGAF) a 19. században alakult egyház. Elutasítják a Szentháromság tanát.

#### Church of God General Conference
Szentháromság-tagadó, adventista keresztény közösség, amely az Ábrahámi Hit Istenének Egyházaként (Church of God of the Abrahamic Faith) is ismert. 

### Más, advent gyökerű
- Adventist Church of Promise
- Karizmatikus Adventizmus (Charismatic Adventism)
- Creation Seventh Day Adventist Church
- Sabbath Rest Advent Church
- United Sabbath-Day Adventist Church
- United Seventh-Day Brethren

## A hetednapi adventista egyházból kiszakadtak
A hetednapi adventisták története során számos olyan csoport volt, amely kiszakadt belőlük és megalakította 
a saját mozgalmát. Az egyik legkorábbi a szintén szombatot ünneplő, de Ellen G. White prófétaságát és küldetését elutasító Isten Egyháza volt.
Az első világháborút követően L.R. Conradi és bizonyos európai vezetők fellépése eredményeként megalakult a Hetednap Adventista Reformmozgalom. A korai Szovjetunióban szintén a fegyverfogás miatti problémák hozták létre az akkor Igaz és Szabad Hetednapi Adventisták néven ismertté vált közösséget.

### Magyarországon
A magyar egyházban is több szakadás történt.

#### Hetednap Adventista Reformmozgalom
Az első világháborút követően külön csoportot alakítottak azok a hívek, akik egyes adventista tagok háborús szerepvállalását, valamint az egyházi vezetés a hatalmat kiszolgáló álláspontját bírálva úgy vélték, hogy az adventistáknak nem lett volna szabad a háborúban résztvenniük. A csoport az 1925. július 14–20 között tartott konferencián vált ki a Hetednapi Adventista Egyházból és lett különálló szervezet. 1949-ben jegyezték be hivatalosan. Európában többek közt Romániában, Ukrajnában, Németországban, Lengyelországban, Magyarországon léteznek szórványos csoportjai. Magyarországi honlapjuk: http://www.hnarm.hu

#### Keresztény Advent Közösség
A Keresztény Advent Közösség egy kizárólag magyarországi, a rendszerváltás után bejegyzett közösség. Alapító okiratuk hivatkozik a h.n. adventista hitelvekre és csak ideiglenes, feltételes szervezeti különállásról szól. Övéké a Bibliaiskolák Közössége. A H.N. Adventista Egyházból az 1970-es években kizárták őket. Kizárásuk oka az egyház magyarországi vezetésével fennálló konfliktus, szerintük a vezetők elvtelenül együttműködtek az akkori kommunista-politikai államhatalommal. Ennek ellenállva, az egyház magyarországi uniójától függetlenül, illegalitásban kezdtek működni, míg a rendszerváltás a hivatalos egyházi működés kereteit megengedhette számukra.
Magukat ugyanolyan hetednapi adventistáknak vallják, mint az unió magyarországi vagy más országbeli tagjai. Tanításaik egyeznek a H.N. Adventista Egyházéval.
Több évnyi tárgyalás után megszületett közös nyilatkozat után, 2015-ben nagy részük visszatért a Hetednapi Adventista Egyházhoz.
Honlapjuk: KERAK

### Amerikában

#### Dávidiánus Hetednapi Adventistaközösség
A taglétszámban jelentéktelen, radikális csoportosulás, a Dávidiánus Közösség alapítója Victor Houteff, csoportjával a Hetednapi Adventista Egyházból 1929-ben vált ki, majd felvették a dávidista hetednapi adventisták (Davidian Seventh-day Adventists) nevet. 
1990-ben Vernon Wayne Howell (1959–1993) a Hetednapi Adventista Egyházat elhagyva csatlakozott a csoporthoz, majd vezetőjévé vált. Howell ismertté válása után vette fel a David Koresh nevet. Koresh az adventista teológiából kiindulva, radikális apokaliptikus hitelveket tanított. Leginkább a Jelenések könyvét használta, mintegy „lencseként”, amelyen keresztül az egész Biblia magyarázható. A többnejűséget vezette be a gyülekezetében, mely a Mount Carmel nevű farmon a világvégét várta az új évezred beköszöntével. Abban az évben a hatóságok, az illegális fegyvertartás miatt razziáztak az ingatlanjukon, de a rosszul megtervezett akció kudarcba fulladt és patthelyzetet teremtett elő egy híradók által is élőben közvetített ostromzár formájában. Végül a külvilágtól eltorlaszolt épületkomplexusban tűz ütött ki és 76 dávidiánus (Koresht is beleértve) képtelen volt, illetve vonakodott elmenekülni a lángok elől, s a tűzben inkább sokan egymást megölték vagy öngyilkosok lettek.

#### United Sabbath-Day Adventist Church
New Yorkban alakult 1929–1930-ban, a Hetednapi Adventista Egyháztól való elszakadásként, a feketék és fehérek közötti faji feszültségek miatt. Hitelvei hasonlóak maradtak a hetednapi adventistákéhoz. A mozgalom csúcspontján az 1930-as években tizenöt gyülekezete és kisebb "missziója" volt az Egyesült Államokban és Jamaicában. Ugyanebben az évtizedben azonban hanyatlásnak indult. 2007-ben egyetlen New York-i gyülekezetben volt kevés hívője.

#### Creation Seventh-Day Adventist Church
A Teremtés Hetednapi Adventista Egyháza (Creation Seventh-Day Adventist Church) egy kis csoport, amely 1988-ban vált ki a hetednapi adventista egyházból  tanbeli nézeteltérések miatt és 1991-ben megszervezte a saját egyházát.

## Egyéb, az advent mozgalomból kialakuló közösségek
A Jehova Tanúi alapítói már nem William Miller kortársai voltak, de ők is a későbbi advent mozgalomban szocializálódtak, mégpedig nem a hetednapi adventistáknál, hanem olyan közösségnél, amely nem tartotta a szombatot, viszont újabb dátumot tűzött ki Krisztus eljövetelére.

### Bibliakutató mozgalom
Charles Taze Russell (1852–1916) a nagy csalódás után fennmaradt Advent Christian Church és az abból kiváló körökben szocializálódott. Az ő és társai által az 1870-es években létrehozott társulat (Bibliakutató mozgalom) jellegzetes és kitartó térítő tevékenység nyomán mintegy tízmilliós világszéles hitközösséggé fejlődött (→ Jehova Tanúi), mely erősen központosított vezetéssel rendelkezik. Többek közt emiatt a Jehova Tanúi számos közössége önállósította magát. A "Tanúk" erőteljes evangelizációt folytatnak.

### Külső hivatkozások
Kritikai linkek:
- Tanulmányok a hetedik napos adventizmus hitéről, praxisáról

Idegen nyelvű oldalak:
- Ellen G. White Research Project
- SDA Outreach
- ExSDA.com
- Exposing Seventh-day Adventist Fables